# Anneliese Kitzmüller

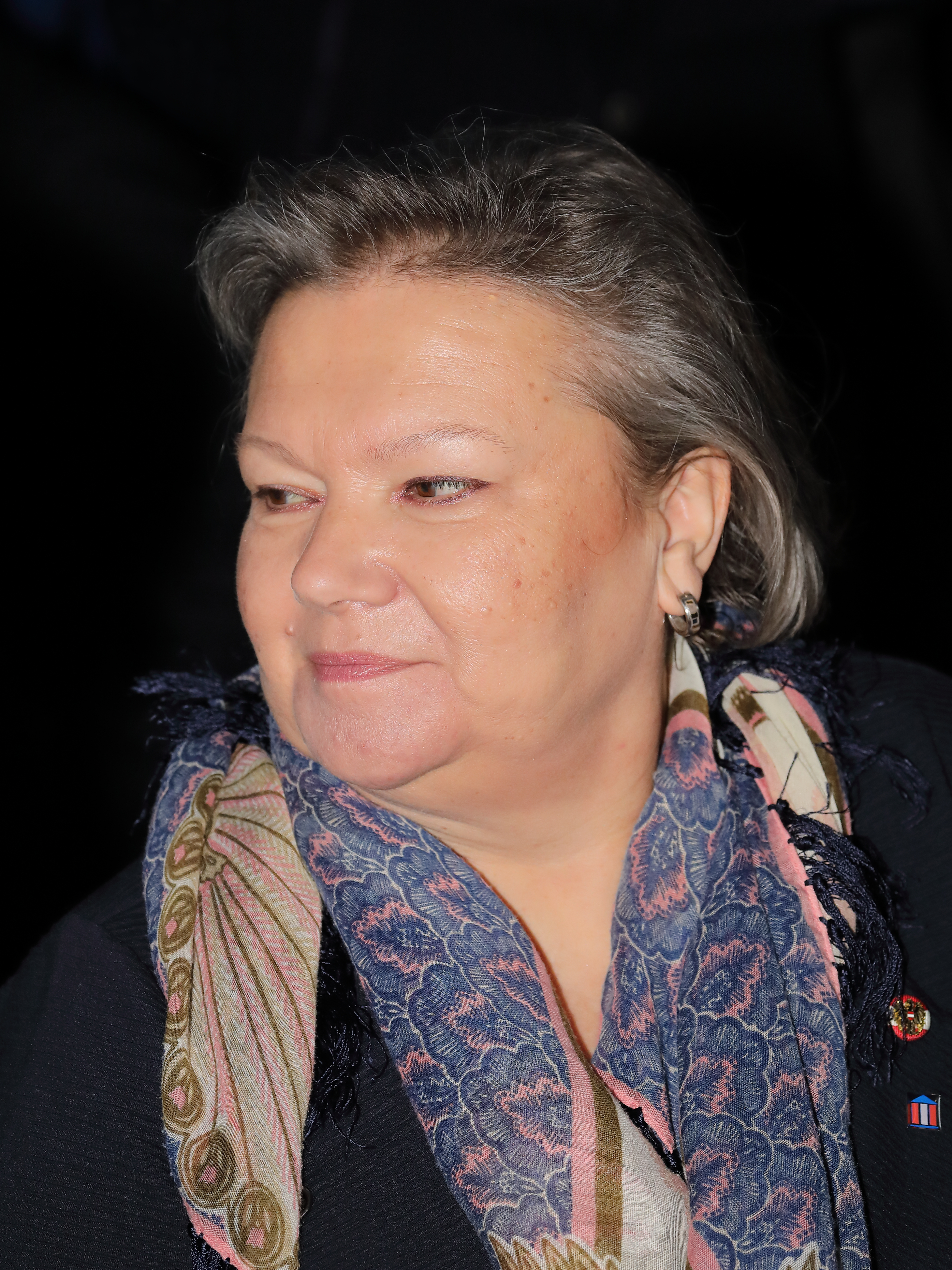
Anneliese Kitzmüller (2019)

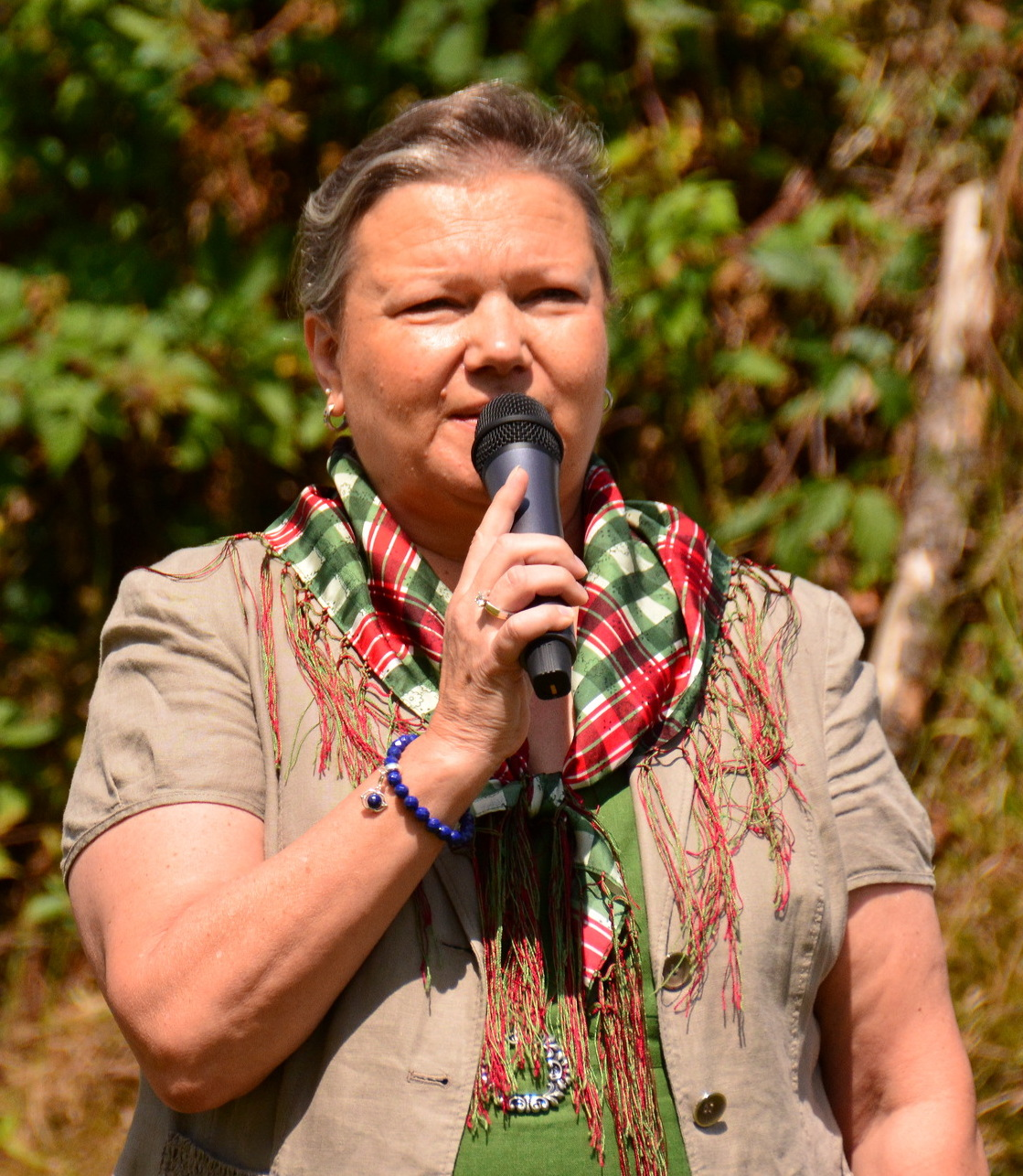
Anneliese Kitzmüller (2017)

Anneliese Kitzmüller (* 3. Juli 1959 in Linz) ist eine ehemalige rechtsextreme österreichische Politikerin (FPÖ). Von Oktober 2008 bis Oktober 2019 war sie Abgeordnete zum österreichischen Nationalrat. Von 2017 bis 2019 war sie Dritte Präsidentin des österreichischen Nationalrates.

## Ausbildung und Beruf
Kitzmüller besuchte nach der Volksschule ein Realgymnasium in Linz und studierte anschließend Rechtswissenschaften. Ihr Studium blieb jedoch ohne Abschluss. Zwischen 1982 und 1987 war sie Bankangestellte und 1999 bis 2005 Geschäftsführerin der Futura' chemische und landwirtschaftliche Vertriebs Ges.m.b.H. Nach der Geburt ihrer zwei Kinder war Kitzmüller Hausfrau.

## Politik
Kitzmüller war ab 1991 FPÖ-Gemeinderätin in Kirchschlag und wurde 1994 zur Bezirksparteiobmann-Stellvertreterin und zum Mitglied der Landesparteileitung gewählt. 1995 wurde sie Ortsparteiobfrau, 1996 Fraktionsobfrau und Assessorin beim Landesschulrat Oberösterreich. Kitzmüller war zwischen 1997 und 2003 Mitglied des Gemeindevorstands von Kirchschlag und Ausschussobfrau des Bau- und Straßenbauausschusses. 1998 wurde sie zur Landesobfrau des Freiheitlichen Familienverbandes gewählt, 1999 wurde sie Stellvertretende Bundesobfrau des Freiheitlichen Familienverbandes. Kitzmüller war zwischen 2000 und 2002 zudem Mitglied der FPÖ-Bundesparteileitung und von 2001 bis 2004 Vertreterin in der Wirtschaftskammer Oberösterreich, Fachgruppe Handel mit Arzneiwaren, Drogeriewaren, Chemikalien und Farben. Im Jahr 2004 wurde Kitzmüller zur Bezirksparteiobfrau Urfahr-Umgebung gewählt, 2006 zur Landesparteiobmann-Stellvertreterin. Sie ist seit 2006 zudem wieder Mitglied der Bundesparteileitung. Bei der Nationalratswahl 2008 kandidierte Kitzmüller auf Platz vier der FPÖ-Landesliste für Oberösterreich und erzielte als Spitzenkandidatin im Regionalwahlkreis Mühlviertel ein Direktmandat. Kitzmüller wurde am 28. Oktober 2008 als Abgeordnete angelobt und übernahm die Agende Familien als Bereichssprecherin im FPÖ-Parlamentsklub.
Neben Heinz-Christian Strache, Norbert Hofer, Herbert Kickl und Norbert Nemeth gehörte sie der Steuerungsgruppe der FPÖ im Zuge der Regierungsbildung nach der Nationalratswahl 2017 an.
Am 20. Dezember 2017 wurde Kitzmüller vom österreichischen Nationalrat zu dessen Dritter Präsidentin gewählt. Im Juni 2019 wurde bekannt, dass sie bei der Nationalratswahl 2019 nicht mehr kandidieren werde.

## Politische Standpunkte
Die laut Dokumentationsarchiv des österreichischen Widerstandes rechtsextreme Österreichische Landsmannschaft wurde von Kitzmüller als „untadeliger Verein“ bezeichnet.

### Familien- und Sozialpolitik
Die Väterkarenz wird von Kitzmüller kritisch gesehen: „Echte Männer sorgen für ihre Familie“, stellte sie zu diesem Thema im Jahr 2010 fest. Dem Bild der „klassischen Familie“ würden nur der arbeitende Mann und die „Hausfrau/Mutter“ entsprechen. In der Nachmittagsbetreuung versorgte Kinder seien laut Kitzmüller „wie einst in der DDR verstaatlicht“. Kitzmüller spricht sich gegen einen verpflichtenden Papamonat sowie ein zweites verpflichtendes Kindergartenjahr aus, auch die künstliche Befruchtung für lesbische Frauen wird von ihr abgelehnt. Die Abschaffung des Adoptionsverbots für homosexuelle Paare im Jahr 2015 bezeichnete Kitzmüller als „schwarzen Tag“, ein solches Familienmodell sei „ungeeignet für die Psyche der Kinder“. Dadurch habe laut Kitzmüller „marxistischer Gleichheitswahn“ über „Kinderrechte gesiegt“. In ihrem Buch Wir sind Familie! bezeichnete Kitzmüller Abtreibungen als „Unrecht“.

## Privates
Kitzmüller ist verheiratet, Mutter zweier Kinder und lebt in Kirchschlag bei Linz (Oberösterreich). Sie ist Vize-Obfrau der Mädelschaft Iduna zu Linz, Mitglied der pennalen Mädelschaft Sigrid zu Wien und steht dem Vertriebenenverband der Bukowinadeutschen vor. Zudem ist sie im Vorstand des Verbandes der deutschen altösterreichischen Landsmannschaften in Österreich.

## Ehrungen und Auszeichnungen
- 2019: Großes Goldenes Ehrenzeichen mit dem Stern für Verdienste um die Republik Österreich[8]

## Publikationen
- Anneliese Kitzmüller (Hrsg.): Vertrieben – Geflohen – Ermordet. Vertreibung im österreichischen Kontext (= Verband der Volksdeutschen Landsmannschaften Österreichs). Ares, Graz 2014, ISBN 978-3-902732-32-3 (Handsign. Erstausgabe).
- Anneliese Kitzmüller, Martin Graf u. a.: Kinder während der Vertreibung. Hrsg.: Anneliese Kitzmüller, Martin Graf. 1848-Medienvielfalt-Verlag, Wien 2013, ISBN 978-3-9503619-0-2 (Erlebnisberichte).
- Anneliese Kitzmüller u. a.: Frauen während der Vertreibung. Mit Vorworten von Anneliese Kitzmüller, Martin Graf und Rudolf Reimann. Hrsg.: Anneliese Kitzmüller, Martin Graf. 1848-Medienvielfalt-Verlag, Wien 2013, ISBN 978-3-9502849-6-6 (Erlebnisberichte).
- Anneliese Kitzmüller: Geleitwort | Die Eckpfeiler freiheitlicher Familienpolitik. In: Dies. (Hrsg.): Wir sind Familie! Der freiheitliche Weg zur familienfreundlichsten Gesellschaft. Mit Beiträgen von Andreas Laun u. a.; mit Vorworten von Heinz-Christian Strache und Martin Graf. Unzensuriert.at – Verein zur Förderung der Medienvielfalt, Wien 2011, ISBN 978-3-9502849-4-2, S. 10–31 (eingeschränkte Vorschau in der Google-Buchsuche).
- Anneliese Kitzmüller, Martin Graf: Die Wiederaufbauleistungen der Altösterreicher in der zweiten Republik. Unzensuriert.at – Verein zur Förderung der Medienvielfalt, Wien 2010, ISBN 978-3-9502849-1-1.